# عبيد الله آخوند
ملا عبيد الله آخوند (بالبشتوية: ملا عبيدالله آخوند)‏ (توفي في 5 مارس 2010) كان وزير الدفاع في حكومة طالبان في أفغانستان وأصبح فيما بعد قائدًا للمتمردين خلال تمرد طالبان ضد الحكومة الأفغانية الجديدة وقوات الناتو بقيادة الولايات المتحدة. ألقت قوات الأمن الباكستانية القبض عليه في عام 2007 وتوفي عام 2010 بسبب مرض في القلب داخل سجن في باكستان.

## سيرته
وُلِد ملا عبيد الله في منطقة بانجواي بإقليم قندهار في جنوب أفغانستان، ويُعتقد أنه ولد عام 1968 تقريبًا. أصبح عبيد الله أخوند وزير الدفاع لطالبان عام 1990، وكان يعتبر النائب الثاني من بين ثلاثة نواب للملا عمر. فكان عبيد الله يُعتبر الرجل الثالث في حركة طالبان. في أواخر عام 2001 أو أوائل عام 2002، استسلم عبيد الله لقوات التحالف الشمالي الأفغاني لكن أطلق سراحه كجزء من عفو عام. كان أحد القادة العسكريين الرئيسيين في عام 2003 وعُيِّن في مجلس شورى المجاهدين.
اعتقلت قوات الأمن الباكستانية عبيد الله في فبراير 2007 في كويته بباكستان. وكان أكبر مسؤول في طالبان يُعتقل منذ بداية الحرب في أفغانستان. وتزامن الاعتقال مع زيارة نائب الرئيس الأمريكي ديك تشيني لأفغانستان وباكستان في أواخر فبراير 2007، لكن ترددت أنباء عن أن التوقيت كان مصادفة وليس رد فعل على زيارة تشيني.
أطلق سراح عبيد الله في نوفمبر 2007 مقابل إطلاق سراح أكثر من 200 جندي باكستاني أسرهم طالبان، ثم اعتُقل مرة أخرى في فبراير 2008، وتوفي في 5 مارس 2010 بسبب مرض في القلب داخل سجن في كراتشي بباكستان.